# Oshora
Oshora (en georgiano: ოშორა) es un pueblo de Georgia ubicado en el centro de la región de Mesjetia-Yavajetia, siendo parte del municipio de Aspindza.

## Geografía
Oshora se encuentra a orillas del río Oshori (el afluente derecho del río Kurá), a 8 kilómetros de Aspindza y a 37 de Ajaltsije.  

## Historia
Los otomanos, que capturaron este lugar en el último cuarto del siglo XVI, registraron Oshora como dos pueblos separados.
Vajushti de Kartli menciona el arroyo Oshori y Zemo Oshora en sus obras. Oshora, que permaneció bajo el dominio otomano durante aproximadamente 250 años, pasó a manos de la Rusia zarista después de la guerra ruso-turca de 1828-1829. La escritora georgiana Ilia Alhazishvili, que visitó Oshora en 1898, también mencionó dos pueblos (Kvemo Oshora y Zemo Oshora); también escribió que la gente que vivía aquí conservaba el idioma georgiano.
La población musulmana del pueblo fue deportada a Asia Central por la administración soviética en 1944. Como resultado de este exilio, el pueblo de Kvemo Oshora se vació y una nueva población de Imericia se instaló en el pueblo de Zeda Oshora. Durante el período soviético, la cría de animales, la agricultura, la horticultura, la horticultura y la viticultura se desarrollaron en el pueblo.   

## Demografía
La evolución demográfica de Oshora entre 1886 y 2014 fue la siguiente:
| 737                                             | 637 | 531 |
| (Fuente: Population of Georgia in Soviet times) |     |     |

Según el censo de 2014, el 100% de la población son georgianos.

## Infraestructura

### Arquitectura, monumentos y lugares de interés
En el pueblo se conserva una pequeña iglesia basílica del siglo XIV, la iglesia de Oshora. La iglesia resultó bastante dañada en los últimos años pero fue reconstruida en 2009 y se pintó el interior. Los detalles de los frescos se conservan en la parte este de la iglesia. En el pueblo también hay una mezquita construida en 1900 por la población musulmana, monumento de importancia nacional desde 2012.